# Seznam cerkva v Sloveniji (H)
|  | Seznam cerkva: A B C Č D E F G H I J K L M N O P R S Š T U V W Z Ž |

- Za Hijacinto glej Jacinta Marescotti

## Helena
| Slika                     | Cerkev | Naselje                | Župnija                     | Škofija |
| ------------------------- | ------ | ---------------------- | --------------------------- | ------- |
| Klikni za spremembo slike | Helena | Belčji Vrh             | Dragatuš                    | NM      |
| Klikni za spremembo slike | Helena | Draga                  | Bela Cerkev                 | NM      |
| Klikni za spremembo slike | Helena | Grad                   | Cerklje na Gorenjskem       | LJ      |
| Klikni za spremembo slike | Helena | Gradišče pri Divači    | Divača                      | KP      |
| Klikni za spremembo slike | Helena | Javorje                | Slivnica pri Celju          | CE      |
| Klikni za spremembo slike | Helena | Kamnica                | Sv. Helena - Dolsko         | LJ      |
| Klikni za spremembo slike | Helena | Loka pri Zidanem Mostu | Loka pri Zidanem Mostu      | CE      |
| Klikni za spremembo slike | Helena | Mirna                  | Mirna                       | NM      |
| Klikni za spremembo slike | Helena | Podbela                | Kobarid                     | KP      |
| Klikni za spremembo slike | Helena | Podpeca                | Črna                        | MB      |
| Klikni za spremembo slike | Helena | Podpeč                 | Predloka                    | KP      |
| Klikni za spremembo slike | Helena | Podzemelj              | Podzemelj                   | NM      |
| Klikni za spremembo slike | Helena | Prem                   | Ilirska Bistrica            | KP      |
| Klikni za spremembo slike | Helena | Šmiklavž               | Šmiklavž pri Slovenj Gradcu | MB      |
| Klikni za spremembo slike | Helena | Večeslavci             | Pertoča                     | MS      |
| Klikni za spremembo slike | Helena | Zagorje                | Zagorje                     | KP      |
| Klikni za spremembo slike | Helena | Zgornji Hotič          | Hotič                       | LJ      |

## Henrik II. Sveti
| Slika                     | Cerkev | Naselje  | Župnija               | Škofija |
| ------------------------- | ------ | -------- | --------------------- | ------- |
| Klikni za spremembo slike | Henrik | Frajhajm | Sv. Martin na Pohorju | MB      |
| Klikni za spremembo slike | Henrik | Vonarje  | Sv. Ema               | CE      |

## Hieronim
| Slika                     | Cerkev   | Naselje     | Župnija                      | Škofija |
| ------------------------- | -------- | ----------- | ---------------------------- | ------- |
| Klikni za spremembo slike | Hieronim | Bošamarin   | Koper - Marijino vnebovzetje | KP      |
| Klikni za spremembo slike | Hieronim | Čelje       | Ilirska Bistrica             | KP      |
| Klikni za spremembo slike | Hieronim | Ivanje selo | Unec                         | LJ      |
| Klikni za spremembo slike | Hieronim | Jeronim     | Vransko                      | CE      |
| Klikni za spremembo slike | Hieronim | Koritnice   | Knežak                       | KP      |
| Klikni za spremembo slike | Hieronim | Kozana      | Biljana                      | KP      |
| Klikni za spremembo slike | Hieronim | Nanos       | Podnanos                     | KP      |
| Klikni za spremembo slike | Hieronim | Petkovec    | Rovte                        | LJ      |
| Klikni za spremembo slike | Hieronim | Topolovec   | Sočerga                      | KP      |

## Hilarij in Tacijan
| Slika                     | Cerkev             | Naselje | Župnija | Škofija |
| ------------------------- | ------------------ | ------- | ------- | ------- |
| Klikni za spremembo slike | Hilarij in Tacijan | Robič   | Kobarid | KP      |